# Melanerpes cruentatus
El carpintero negro azul,  carpintero penachiamarillo, carpintero de penacho amarillo, carpintero azulado, carpintero cejón o carpintero negro (Melanerpes cruentatus) es una especie de ave piciforme, perteneciente a la familia Picidae, subfamilia Picinae, del género Melanerpes.

## Subespecies
- Melanerpes cruentatus cruentatus (Boddaert, 1783)
- Melanerpes cruentatus rubrifrons

## Localización
Esta especie de ave y las subespecies se localizan en Colombia, Venezuela, Guayana Francesa, Brasil, Ecuador, Bolivia y en el Perú.